# Pachnoda fedieri
Pachnoda fedieri är en skalbaggsart som beskrevs av Rigout 1989. Pachnoda fedieri ingår i släktet Pachnoda och familjen Cetoniidae. Inga underarter finns listade i Catalogue of Life.